# Христо Зарезанков
Христо Георгиев Зарезанков е македонски революционер, привърженик на санданисткото крило на Вътрешната македоно-одринска революционна организация, участник в Руската гражданска война, анархист.

## Биография
Роден е през 1890 година в занаятчийско семейство във Велес, Османската империя. Завършва основно училище в родния си град, където под влиянието на учителя Андон Шулев влиза в социалистически кръжок, а после учи в българското педагогическо училище в Скопие и участва в бунт, заради което през декември 1905 година е изключен от училището.
Назначен е за учител във Велес и преподава от 1908 до 1910 година. Близък другар е на революционера от ВМОРО Йордан Иванов. През 1910 година става член на работническото дружество „Класово единство“. Активен член е на театралната група на този клуб и играе в драмите „На дъното“, „Малограждани“, Нора“, „Възкресение“ и други. Подкрепя крилото на санданистите.
В периода 1913-1917 е общ работник в Швейцария и Франция. Там се свързва с руски революционери емигранти и след избухването на Октомврийската революция заминава с тях, за да участва в революцията. Установява се в Москва, жени се за рускиня, учителката Екатерина Виноградова, и работи с нея в книжарница.
До април 1918 година е в партизански отряд в Украйна, а от май 1918 до март 1919 година доставя литература на фронта и във фронтовия тил при Военната експедиция. От май 1919 година до август 1922 година работи като служител в Полтава. Там служи и в Червената армия и воюва против белогвардейските части на генерал Пьотър Врангел.
В 1922 година се връща в Москва и работи како помощник-ръководител на книжарницата на Съюза за анархосиндикална пропаганда „Глас на труда“. На тази длъжност остава до 1929 година, когато тази анархистична група е окончателно разгромена от сталинисткия режим. В 1930 година е арестуван и прекарва месец и половина в бутирския затвор. Пише писмо в „Правда“, с което се отказва от анархизма и е освободен.
В 1930-1931 година работи в Държавната издателска къща РСФСР като селектор на статии. От май 1931 година до май 1932 година е ръководител на книжарница, а после до 1933 година помощник-ръководител на книжарница.
На 17 февруари 1933 година, защото не прекратява купуването и продажбата на книги от Михаил Бакунин, Зарезанков е арестуван и на 10 април е осъден на три години заточение. Интерниран е в Кустанай, Казахстан. Там работи като книговодител, а като обществено задължение му е функцията председател на другарския съд.
Веднага след връщането си от заточение, на 28 октомври 1935 година повторно е осъден на три години лишаване от свобода. След известието за това, той губи говора си, а косата му побелява. С втората присъда е интерниран в град Минусинск, Красноярски край, където повторно работи като книговодител.
На 6 ноември 1937 година е арестуван. На 11 април 1938 година, като бивш анархист и член на антисъветска организация, е осъден на смърт с конфискация на имуществото. Разстрелян е на 4 май 1938 година в Минусинск. Неговото семейство в 1943 година е известено, че Зарезанков е починал от рак на стомаха.
Реабилитиран е на 1 септември 1958 година.